# Кардета ди Сопра (Арецо)
Кардета ди Сопра је насеље у Италији у округу Арецо, региону Тоскана.
Према процени из 2011. у насељу је живело 31 становника. Насеље се налази на надморској висини од 258 м.